# کما (فیلم ۱۹۷۸)
کما (انگلیسی: Coma) فیلمی در ژانر جنایی، علمی–تخیلی و ترسناک به کارگردانی مایکل کرایتون است که در سال ۱۹۷۸ منتشر شد.

## بازیگران
- جنویو بوژو
- مایکل داگلاس
- ریپ تورن
- ریچارد ویدمارک
- لویس چلیز
- لنس لگو
- تام سلک
- پل رایان
- مایکل مان
- اد هریس
- الیزابت اشلی